# Pierre Draps
Pierre Draps (Koekelberg, 1919 – Ascona, 15 maart 2012) was een Belgische chocolatier. Hij was, samen met zijn broers Joseph en François, stichter van het pralinemerk Godiva.

## Loopbaan
Vader Pierre startte met de pralines in 1926 en verkocht die in het warenhuis Sarma. Pierre junior hielp mee in het bedrijf toen hij tien jaar oud was. Bij het overlijden van Pierre senior besloten de drie broers de activiteit verder te zetten in het atelier op het gelijkvloers van de ouderlijke woning in Sint-Jans-Molenbeek, onder de naam Confiserie Draps Joseph & Fils. Joseph hield zich bezig met het commerciële, François met de lekkernijen en Pierre junior met de winkels. 
Einde 1945 lanceerden ze de merknaam Godiva, een suggestie van Gabrielle, een schoonzus van Pierre die zich voor deze naam liet inspireren door de legende van Lady Godiva die  naakt door de straten van Coventry reed. Zij zou dit gedaan hebben om haar man, de graaf Leofric, ertoe te bewegen de zware belastingen te verlichten die hij oplegde aan de inwoners.
De eerste winkel lag aan de Leopold II-laan in Koekelberg, in het huis van een bevriende bankier. Een tweede volgde aan de Lippenslaan in Knokke-Heist. Het eerste buitenlandse verkooppunt werd in 1958 gevestigd in Parijs, aan de rue Saint-Honoré. Toen telde men 28 winkels in België. Verkoop van Godiva op de Expo 58 te Brussel zorgde voor meer merkbekendheid. In 1972 verkocht men ook pralines in New York, op Fifth Avenue. Datzelfde jaar, wegens gebrek aan opvolgers binnen de familie, verkocht men Godiva aan het concern Campbell's. In 2007 ging het over in Turkse handen voor een bedrag van 592 miljoen euro.